# Parlamentsvalet i Indien 1962
Parlamentsvalet i Indien 1962 var det självständiga Indiens tredje parlamentsval. I valet utsågs den tredje Lok Sabhan, landets direktvalda underhus. Lok Sabha hade då 545 ledamöter. Valdeltagandet var 55,42%

## Mandatfördelning
Först listas partier erkända som National Parties, sedan partier erkända som State Parties och sist icke erkända partier som vunnit mandat. Icke erkända partier som inte vunnit något mandat listas inte.
| Parti                                                   | Förkortning | Andel röster | Mandat |
| ------------------------------------------------------- | ----------- | ------------ | ------ |
| Bharatiya Jana Sangh                                    | BJS         | 6,44         | 14     |
| Communist Party of India                                | CPI         | 9,94         | 29     |
| Kongresspartiet                                         | INC         | 44,72        | 361    |
| Praja Socialist Party                                   | PSP         | 6,81         | 12     |
| Socialist Party                                         | SSP         | 2,69         | 6      |
| Swatantra Party                                         | SP          | 7,89         | 18     |
| Akali Dal                                               | AD          | 0,72         | 3      |
| Akhil Bharatiya Hindu Mahasabha                         | ABHM        | 0,65         | 1      |
| Akhil Bharatiya Ram Rajya Parishad                      | RRP         | 0,6          | 2      |
| All India Forward Bloc                                  | AIFB        | 0,72         | 2      |
| All Party Hill Leaders Conference                       | APHLC       | 0,08         | 1      |
| Chota Nagpur Santhal Parganas Janata Party              | CNSPJP      | 0,41         | 3      |
| Dravida Munnetra Kazhagam                               | DMK         | 2,01         | 7      |
| Ganatantra Parishad                                     | GP          | 0,3          | 4      |
| Indian Union Muslim League                              | IUML        | 0,36         | 2      |
| Peasants and Workers Party of India                     | PWPI        | 0,1          | 0      |
| Republican Party of India                               | RPI         | 2,83         | 10     |
| Haryana Lok Samiti                                      | HLS         | 0,1          | 1      |
| Lok Sevak Sangh                                         | LSS         | 0,24         | 2      |
| Nutan Maha Gujarat Janata Parishad                      | NMGJP       | 0,17         | 1      |
| Revolutionary Socialist Party                           | RSP         | 0,39         | 2      |
| Oberoende                                               | -           | 11,05        | 20     |
| Utsedda av presidenten för den angloindiska minoriteten | -           | -            | 2      |